# Monte Wilhelm
O monte Wilhelm é o ponto mais alto da Papua-Nova Guiné. Tem 4509 m de altitude e 2969 m de proeminência topográfica. Não é, no entanto, o ponto mais elevado da ilha da Nova Guiné, uma vez que é ultrapassado pela Pirâmide Carstensz com 4884 m, pelo Puncak Mandala (4760 m) e Puncak Trikora com 4750 m, todos na província de Irian Jaya, Indonésia.